# Dicranomyia (Dicranomyia) microscola
Dicranomyia (Dicranomyia) microscola is een tweevleugelige uit de familie steltmuggen (Limoniidae). De soort komt voor in het Neotropisch gebied.